# Miguel, Príncipe de Saxe-Weimar-Eisenach
Miguel, Príncipe de Saxe-Weimar-Eisenach, (em alemão:  Michael Prinz von Sachsen-Weimar-Eisenach) (nasc. Bamberg, 15 de Novembro de 1946) é o atual chefe da grã-ducal Casa de Saxe-Weimar-Eisenach bem como o herdeiro da Casa de Wettin.

## Príncipe da Casa de Saxe-Weimar-Eisenach
Miguel nasceu em Bamberg, Alemanha, filho único do Grão-Duque Herdeiro Carlos Augusto de Saxe-Weimar-Eisenach e da baronesa Elisabeth de Wangenheim-Winterstein (1912-2010). Entre os seus padrinhos estão a rainha Juliana dos Países Baixos e a Grã-Duquesa Anastásia da Rússia que na verdade era a impostora Anna Anderson que vivia com sua tia a princesa Luísa de Saxe-Meiningen.
Quando seu pai morreu em 1988, Michael o sucedeu como chefe da casa de Saxe-Weimar-Eisenach. Em 1991, ele herdou a chefia da  Casa de Saxe-Altenburg, já que essa e a linha Real Saxônia Albertina foram extintas.
Em 2004, o príncipe retirou o pedido de restituição de muitas propriedades, arquivos (em parte incluindo os de Schiller e Goethe), bem como obras de arte inestimáveis em um acordo com o estado livre da Turíngia e receberam alguns terrenos florestais em troca.
Michael está na linha de sucessão ao trono britânico, sendo um descendente da princesa Augusta da Grã-Bretanha, irmã mais velha do rei Jorge III do Reino Unido. Como ele não tem filhos homens, o atual herdeiro da liderança da casa é seu primo, o príncipe Wilhelm Ernst (1946), seguido por seu filho, o príncipe Georg-Constantin (13 de abril de 1977 - 9 de junho de 2018). um banqueiro que era casado, mas sem filhos, foi morto em um acidente a cavalo em 9 de junho de 2018 enquanto cavalgava com Jean Christophe Iseux von Pfetten . Portanto, a Casa Grão-Ducal de Saxe-Weimar-Eisenach provavelmente se extinguirá na linha masculina.
O príncipe Miguel casou-se morganaticamente com Renate Henkel (n. Heidelberg, 17 de setembro de 1947), filha de Konrad Henkel e de sua esposa Jutta von Hülsen e irmã de Christoph Henkel, em uma cerimônia civil em 9 de junho de 1970 em Hamburgo-Eimsbüttel. Eles se casaram religiosamente em 4 de julho de 1970 em Linnep bei Breitscheid. O casamento não teve filhos e foi dissolvido por divórcio em Düsseldorf em 9 de março de 1974. Ele se casou, novamente, morganaticamente, agora com Dagmar Hennings (n. Niederpöcking, 24 de junho de 1948), filha de Henrich Hennings e de sua mulher Margarethe Schacht, em Londres, em 15 de novembro de 1980. O casal tem uma filha:
- Leonie Mercedes Augusta Silva Elisabeth Margarethe, Princesa de Saxe-Weimar-Eisenach (Frankfurt, 30 de outubro de 1986).